# Alsophila aesculi
Alsophila aesculi là một loài bướm đêm trong họ Geometridae.